# Teledoce
Teledoce ou Teledoce Televisora Color (CXBTV 12) est une chaîne de télévision uruguayenne. Il est basé à Montevideo, Uruguay. Cette société de télévision est membre de l'Organisation des Télécommunications Ibéro-Américaines (OTI).

## Émissions
- Súbete a mi moto (depuis 2013)
- Americando (depuis 1991)
- Vertigo (depuis 1984)
- Telemundo (depuis 1962) (journal télévisé)
- Cine Baby
- Club de Disney
- The Flash (The CW, depuis 2014) (série).
- Chicago Med (NBC, depuis 2015) (série).
- National Geographic
- Esta boca es mía (depuis 2008)
- Tarde o temprano
- Sombras del ayer (A Lei do Amor) (Rede Globo, 2016-2017) (telenovela).
- El otro lado del paraíso (O Outro Lado do Paraíso) (Rede Globo, 2017-2018) (telenovela).
- Verdades ocultas (Mega, 2017) (telenovela).
- Elif (Kanal 7, depuis 2014) (série).
- La ley y el orden: Unidad de víctimas especiales (Law & Order: Special Victims Unit) (NBC, depuis 1999) (série).
- Hawaii Five-0 (CBS, depuis 2010) (série).
- Quantico (ABC, 2015-2018) (série).
- Algo que decir

### Sources
- (es) Cet article est partiellement ou en totalité issu de l’article de Wikipédia en espagnol intitulé « Teledoce » (voir la liste des auteurs).